# Táo Annurca
' Annurca', được phát âm ở Ý là [anˈnurka], còn được gọi là ' Anurka', là một giống táo lịch sử lâu đời có nguồn gốc từ miền Nam nước Ý, Nó được cho là một loại táo được đề cập bởi Pliny the Elder trong Naturalis Historia, và vào thế kỷ 16 bởi Gian Battista della Porta. Tuy nhiên, lần đầu tiên nó được nhắc đến với cái tên này bởi Giuseppe Antonio Pasquale.
Ngày nay, nó vẫn được trồng rất nhiều ở miền Nam nước Ý, điển hình là ở biên giới giữa các tỉnh Caserta và Benevento, trong một thung lũng được gọi là "nữ hoàng táo".

## Tại các cuộc khai quật
"Annurca" là một trong những biểu tượng của vùng Campania,có lẽ ít nhất là từ hai thiên niên kỷ trước, được thể hiện qua các bức tranh bích họa trong các cuộc khai quật Ercolano, một thành phố La Mã đã bị phá hủy bởi núi lửa Vesuvius năm 79, đặc biệt là tại Casa dei Cervi. Người ta tin rằng quả táo này là quả được mô tả tại tàn tích của Pompeii.

## Miêu tả

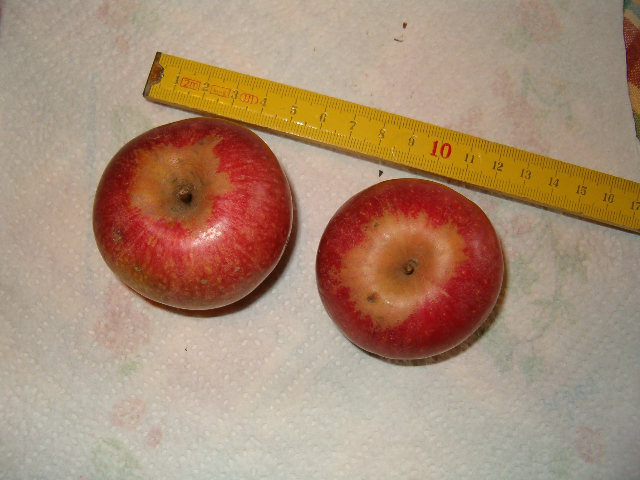

"Annurca" có phần cùi trắng, chắc và giòn, mùi thơm ngọt ngào và vị axit dễ chịu. Quả táo không chín trên cây, nhưng được bảo quản cẩn thận dưới ánh mặt trời sau khi được hái cho đến khi nó chuyển sang màu đỏ. Tuy nhiên, nó vẫn đáng chú ý vì hương vị đặc trưng và độ cứng cao, liên quan đến nồng độ pectin cao, làm thay đổi thành phần của nó trong quá trình chuyển sang chín đỏ.
Có hai bản sao của giống này được chọn là 'Annurca', Standard và Rossa del Sud ("Màu đỏ của miền Nam").

## Đặc sản
Giống cây này là một loại trái cây rất quan trọng trong ẩm thực Neapolitan, được liệt kê trên Ark of Taste như một món ăn chậm truyền thống và là một món ăn văn hóa địa phương độc đáo, và đang trong tình trạng "Chỉ định địa lý được bảo vệ" trong Liên minh châu Âu dưới nhãn hiệu "PGI Melannurca".